# Hot Shot
Hot Shot war eine niederländische Disco-Band, die Anfang der 1980er Jahre kurzzeitig erfolgreich war und mehrere Hits in Deutschland hatte.

## Geschichte
Neben dem Discosound stand der Gesang im Vordergrund. Diesen Part übernahmen Suzanne Ramaekers, Nanique Ramaekers und Hub Huynen. Als Produzent fungierte Patric Perquee. Auf dem 1981er Debütalbum Midnight Tube befanden sich mit Fire in the Night, I’m on Fire und Angel from Paradise gleich drei Titel, die den Sprung in die deutsche Hitparade schafften. Ende 1982 wurde Love Is to Love a Lover’s Love der vierte und letzte Charterfolg in Deutschland.

## Diskografie

### Alben
- 1981: Midnight Tube
- 1984: Hot Shot

### Singles
- 1981: Fire in the Night
- 1981: I’m on Fire
- 1981: Angel from Paradise
- 1982: Love Is to Love a Lover’s Love
- 1983: I Can’t Stand It No More / The Devil Is a Knocking / Lover in the Night / Love Is a Drag